# Гуфр-Берже
Гуфр-Берже́ (фр. Gouffre Berger — «Пропасть Берже») — пещера во Франции, открытая 24 мая 1953 года Жозефом Берже. Расположена на плато Сорнен, массив Веркор, во Французских Альпах.

## Известность
Первая в мире пещера, исследованная до глубины более 1 км. С 1954 до 1963 года считалась самой глубокой пещерой в мире (в 1956 году была достигнута глубина −1122 метра), однако в 1964 году уступила первенство пропасти Пьер-Сен-Мартен. На сегодняшний день глубина Гуфр-Берже составляет 1271 м (при общей протяжённости ходов свыше 30 км), что не позволяет войти даже в 20 глубочайших пещер и оставляет её лишь на четвёртом месте по глубине во Франции.
Берже многократно исследовалась известными спелеологами, в частности Фернандом Петцлем.

## История исследований

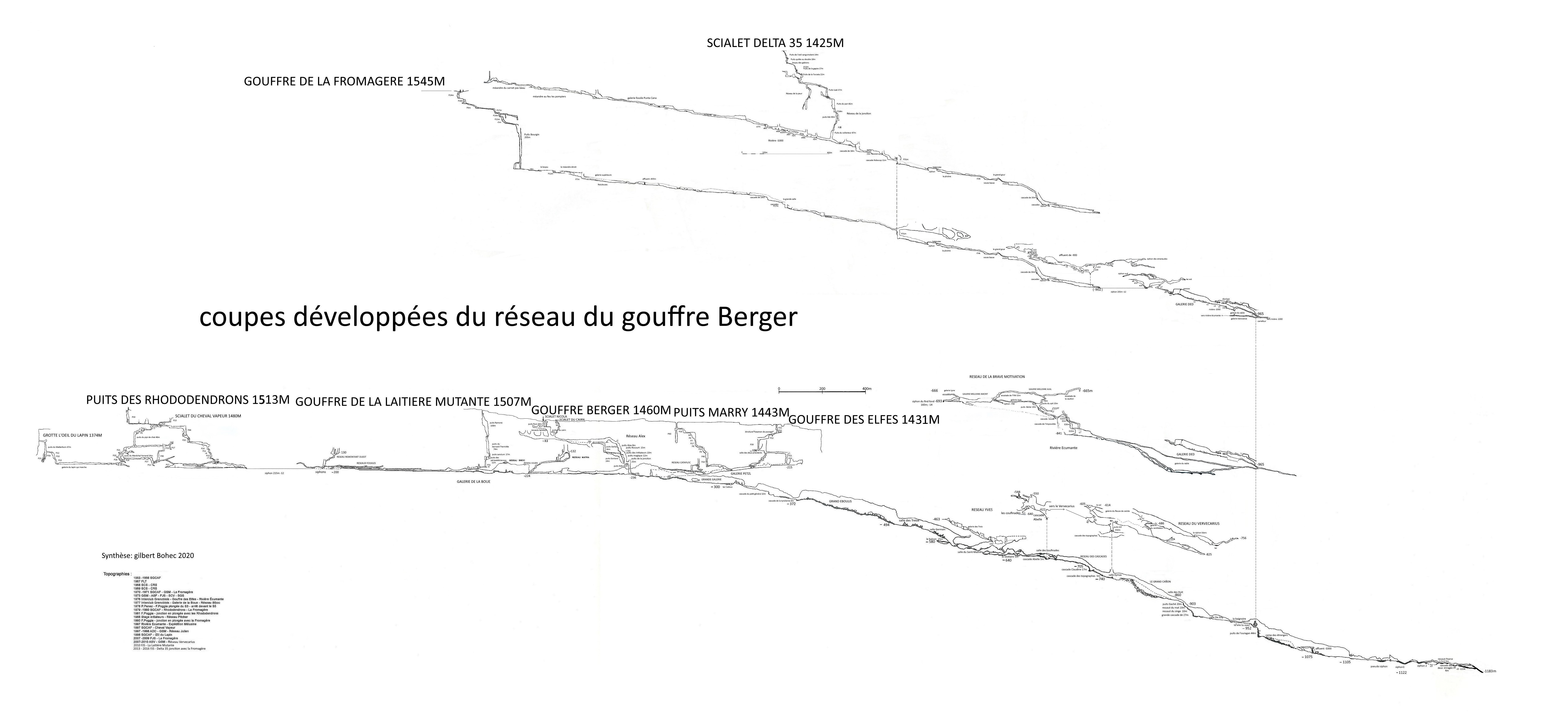
Участки различных входов, образующих сеть Бержерской пропасти в 2022 году.

Открыта в 1953 году Жозефом Берже, спустившимся до глубины −52 м. В том же году достигнута глубина −350 м. В 1954 году −903 м (Берже становится глубочайшей в мире). 1955 год −985 м. В 1956 году была достигнута глубина −1122 метра. В 1967 году Кен Перс, учитель металлургии из Великобритании, спустился с командой и, учитывая погружение на 40 метров, достиг глубины −1133 метра. Они вышли на поверхность, проведя под землёй 13 дней, установив тогда новый мировой рекорд[уточнить]. В 1968 году Б. Легер и Ж. Дюбуа достигли глубины −1141 метр. В июле 1982 года Патрик Пенез спустился до −1191 метра. 13 октября 1990 года Frédo Poggia проныривает сифон и соединяет Гуфр-Берже с соседней пещерой Gouffre de la Fromagère, глубина системы становится −1271 м.

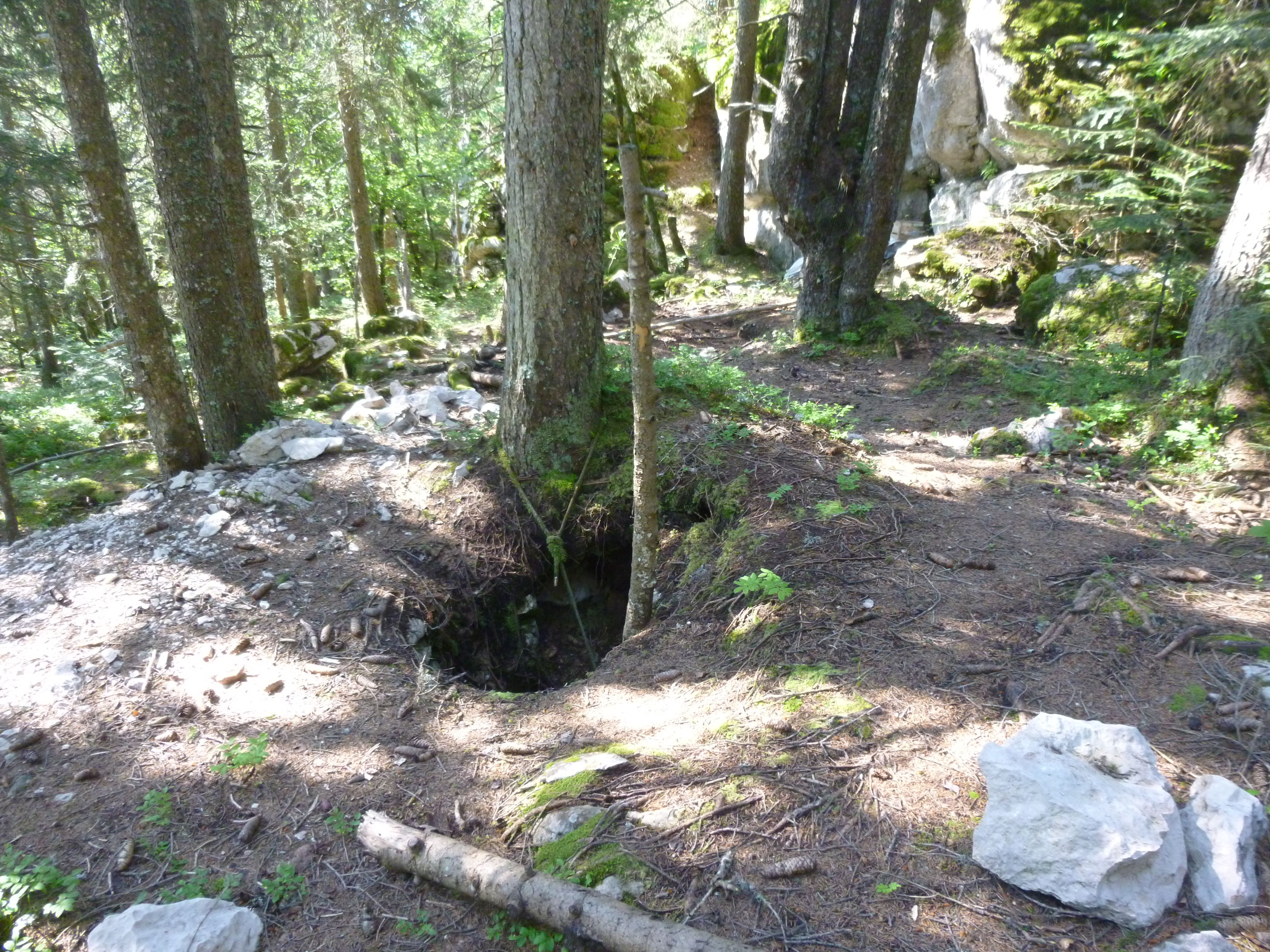
бездна Delta 35

21 февраля 2010 года команда под руководством Седрика Лашата открыла пещеру Gouffre de la Laitière Mutante, которая, соединившись с Гуфр-Берже, стала 10-м входом в систему. Глубина Гуфр-Берже достигла −1271 м.
В 2014 году попытки присоединиться с помощью сифонов продолжились, и в сентябре 2016 года был создан одиннадцатый вход, который сообщается с Gouffre de la Fromagère; это и есть «пропасть Дельта 35».
В течение 2022 года изучается новая сеть под названием «L’Etoile Sardine».

## Сложность и опасность
Пещера технически сложна. Возвращение от дна пещеры на поверхность может занять от 15 до 30 часов без длинных перерывов. Пещера паводкоопасна. За последние годы в Гуфр-Берже погибло 6 человек, пятеро из них — вследствие внезапных паводков.